# Werner Marquardt
Werner Marquardt (* 2. Juni 1922 in Klein-Wittenberg; † 28. Dezember 2001 in Laatzen) war ein deutscher Politiker (SPD).

## Leben und Beruf
Nach dem Besuch der Volksschule absolvierte Marquardt von 1936 bis 1939 eine kaufmännische Ausbildung und arbeitete anschließend als kaufmännischer Angestellter. Er wurde 1941 zur Wehrmacht eingezogen und nahm als Soldat am Zweiten Weltkrieg teil. Zuletzt geriet er in Gefangenschaft, aus der er 1947 entlassen wurde.
Nach seiner Entlassung aus der Kriegsgefangenschaft trat Marquardt 1947 in den Verwaltungsdienst des Landes Niedersachsen ein und war seit 1952 als Angestellter im dortigen Innenministerium tätig. 1960/61 fungierte er als Persönlicher Referent des niedersächsischen Ministers für Ernährung, Landwirtschaft und Forsten Alfred Kubel.

## Partei
Marquardt trat 1947 in die SPD ein und wurde 1955 zum Vorsitzenden des SPD-Unterbezirks Hannover-Land/Springe gewählt.

## Abgeordneter
Marquardt gehörte dem Deutschen Bundestag von 1961 bis 1980 an. Im Parlament vertrat er von 1961 bis 1965 den Wahlkreis Hannover-Land und von 1965 bis 1980 den Wahlkreis Hannover III.

## Auszeichnungen
- 1972 Bundesverdienstkreuz 1. Klasse
- 1980 Großes Bundesverdienstkreuz